# Margaux de Valensart
Margaux de Valensart (geboren 1991) ist eine belgische Sopranistin.
Margaux de Valensart studierte Gesang am Institut Supérieur de Musique et de Pédagogie (IMEP) in Namur und danach an der Opernakademie von Kopenhagen, wo ihre Lehrerin Helene Gjerris war. Zu ihren ersten Rollen auf der Bühne der Königlichen Oper in Kopenhagen zählten die Musetta in La Bohème, die Contessa di Ceprano in Rigoletto, eines der Blumenmädchen im Parsifal, die Frasquita in Carmen und die Ilia im Idomeneo. Sie absolvierte auch ein Postgraduate Programm am Brüsseler Opernhaus La Monnaie/De Munt und wurde dort MM Laureate.
An der Semperoper Dresden war sie als Pamina in der Zauberflöte zu sehen und zu hören, am Musiktheater Malmö als Lax P in der Uraufführung von Circus Days and Nights, einer Oper, die gemeinsam von Philip Glass and Cirkus Cirkör erarbeitet wurde, und am Grand Théâtre de la Ville de Luxembourg als Bubikopf im Kaiser von Atlantis. An der Opéra Royal de Wallonie in Liège übernahm sie die Rolle der Contessa di Ceprano im Rigoletto. Im Juni 2022 stand sie erstmals auf der Bühne des Brüsseler Opernhauses – in zwei kleinen Rollen von Meyerbeers Grand Opera Les Huguenots. Im März 2024 verkörperte sie die Titelpartie in Händel Alcina an der Oper Wuppertal.
Margaux de Valensart tritt auch in Konzertsälen auf. Beispielsweise übernahm sie in konzertanten Aufführungen La voix humaine, eine Monooper für weibliche Stimme von Francis Poulenc.

## Wettbewerbe, Preise (Auswahl)
- 2019 Finalistin des 38. Internationalen Hans-Gabor-Belvedere-Gesangswettbewerbs
- 2020 Talentepreis beim Årets Reumert, dem dänischen Preis für Bühnenkunst
- 2023 Halbfinalistin beim Concours Reine Elisabeth und Voix Nouvelles